# راجر شپرد
راجر شپرد (انگلیسی: Roger Shepard; ۳۰ ژانویهٔ ۱۹۲۹ – ۳۰ مه ۲۰۲۲) روان‌شناس، دانشگاهی، استاد دانشگاه، و نویسنده غیر داستانی اهل ایالات متحده آمریکا بود.
وی همچنین برندهٔ جوایزی همچون کمک‌هزینه گوگنهایم و نشان ملی علوم شده‌است.